# Tamika Mallory

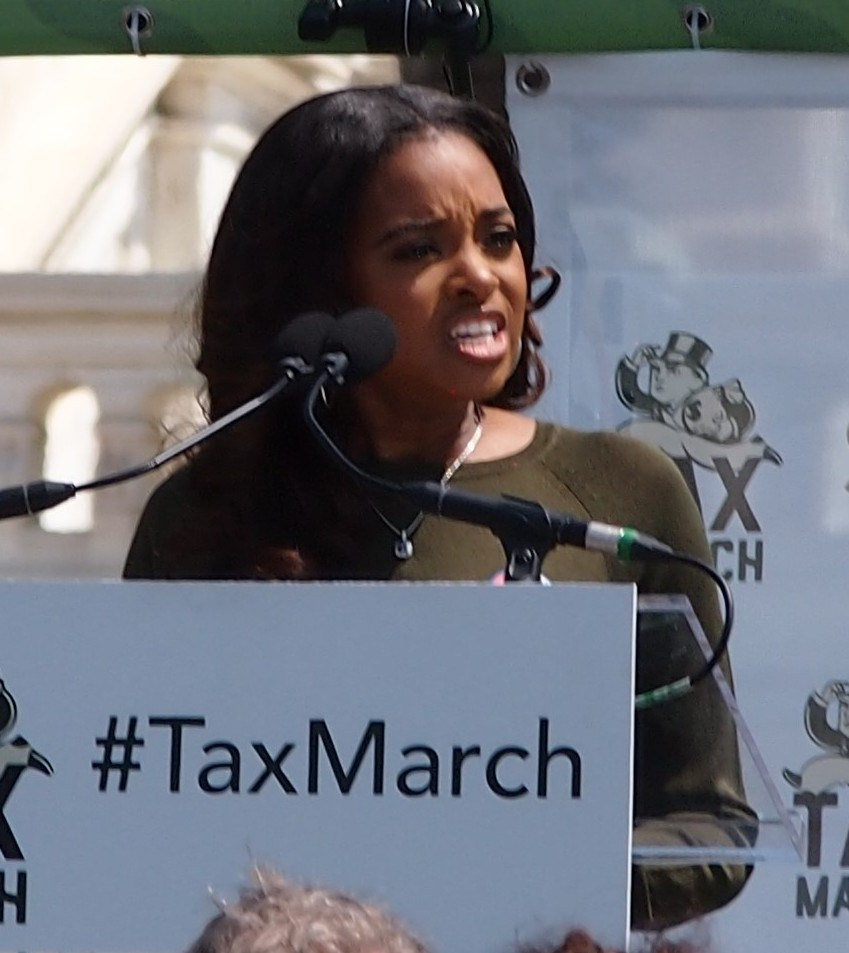
Tamika D. Mallory

Tamika Danielle Mallory (geboren 1980 in New York City) ist eine amerikanische Aktivistin und Bewegungsunternehmerin für Feminismus. 2017 war sie eine der führenden Organisatorinnen des Women’s March on Washington, für das sie zusammen mit drei Mitorganisatorinnen in die Time 100 jenes Jahres aufgenommen worden ist. 2019 war sie eine der Mitorganisatorinnen des Nachfolge-Events. Sie ist auch eine führende Figur in der Bewegungsorganisation Women’s March Inc.
Mallory ist eine Anhängerin von Louis Farrakhan. Sie vermeidet es, das Existenzrecht Israels anzuerkennen und behauptet, Juden würden White Supremacy mitbefördern.
Im Zuge einer unter anderem von ihr und Linda Sarsour ausgelösten Antisemitismuskontroverse haben zahlreiche Gruppen ihre Teilnahme am Women’s March abgesagt.